# پپن کهتر
پِپَنِ کِهتَر (در فرانسوی:Pépin le Bref؛ هلندی:Pepijn de Korte، آلمانی:Pippin der Kleine, Pippin der Kurze، یا Pippin der Jüngere) (زاده ۷۱۴ - درگذشت ۲۴ سپتامبر ۷۶۸) پادشاه فرانک‌ها از ۷۵۱ تا سال مرگش بود. وی را گاه پپن سوم یا پپن کوتاه‌اندام نیز می‌خوانند. وی نخستین پادشاه دودمان کارولنژی است.
او در اوسترازیا که زیر فرمان دودمان مروونژی‌ها بود زاده شد. پدرش شارل مارتل کاخ‌بان و دوک فرانک‌ها بود که در ۷۳۲م، در پواتیه در مرزهای جنوبی فرانسه، طی نبرد تور نیروهای عرب به فرماندهی عبدالرحمن الغافقی را درهم کوبید و مادرش شروترود نام داشت. پپن توسط راهبان مسیحی، کلیسای سن-دنی در نزدیکی پاریس آموزش دید. او در سال ۷۴۱ میلادی جانشین پدرش به عنوان کاخ‌بان شد. پپین با برادرش کارلمان بر امپراتوری فرانک حکم می‌راند. او بر نوستریا، بورگونی و پروانس و برادرش بر اوسترازیا، آلامانیا و تورینگن حکم می‌راندند. برادران در سرکوب شورش‌های باواریاییها، آکیتنی‌ها‌ها ،ساکسون‌ها علیه امپراتوری فرانک نقش داشتند. آنها شیلدریک سوم آخرین شاه مروونژی‌ها را به عنوان شاه دست‌نشانده فرانک‌ها به تخت نشاندند.
از آنجایی که به خاطر تربیتشان نگاه خوبی به کلیسا و پاپ داشتند، پپن و کارلمان سیاست‌های پدرشان را در قبال حمایت از سنت بونیفاس برای اصلاح کلیسای فرانک‌ها و مسیحی کردن ساکسون‌ها را ادامه دادند. بعد از اینکه کارلمان که مردی به شدت مذهبی بود تصمیم به رها کردن قدرت برای پیگیری یک زندگی دینی گرفت، پپن تنها فرمانروای فرانک‌ها شد. او شورشی توسط برادرش گریفو را سرکوب کرد و موفق شد قدرتش را به عنوان تنها فرمانروای تمام فرانکیا تضمین کند. او تظاهر را کنار گذاشت و شیلدریک را مجبور کرد از سلطنت کنار بکشد و در یک صومعه زندگی کند، و با حمایت پاپ زکریا خودش را به عنوان شاه فرانک‌ها اعلام کرد. تمامی اعضای دودمان کارولنژی از این تصمیم حمایت نکردند و پپن مجبور شد شورش‌های پسر کارلمان دروگو و شورش دیگری توسط گریفو را سرکوب کرد.
به عنوان پادشاه فرانک‌ها پپن برنامه‌های جاه طلبانه ای برای ازایش قدرتش را شروع کرد. او قانون فرانک‌ها را اصلاح کرد. پپن همچنین به نفع پاپ استفان دوم در برابر لمباردهای ایتالیا مداخله کرد. در تابستان سال ۷۵۴ میلادی پاپ پپن و دو پسرش را در جشنی که در کلیسای سنت دنی برگزار شد تدهین کرد و فرانک‌ها را از انتخاب شاهی که از نژاد پپن نبود منع کرد. او همچنین به پپن و پسرانش لقب پاتریسی روم را داد. پپین موفق شد شهرهایی را در ایتالیای مرکزی تصرف کند که آنها را به پاپ اهدا کرد. این حرکت مبنای قانونی ایالات پاپی در قرون وسطا را فراهم کرد. امپراتوری روم شرقی که علاقه داشت با قدرت روزافزون امپراتوری فرانک‌ها روابط خوبی برقرار کند به پپین لقب پاتریسی را داد. اما پپن، بی‌آنکه حقوق دربار کنستانتین پنجم امپراتور هردو روم را در شمار آورد، برابر بخشش‌نامه‌ای، استان راونا را به پاپ بخشید؛ در پی این بخشش، کلیساییان رم، سندی دست و پا کردند تا بخشش پپن را قانونی جلوه نمایند؛ در این سند «جعلی» آورده شد: از آنجا که کنستانتین بزرگ «رم نو» کونستانتینوپول را بنیان نهاد «رم کهن» با همه قلمروهای باختری آن را به پاپ بخشیده است؛ بدین سان راه بر کلیسا بازمی‌گشت که یک امپراتوری کلیسایی را بنیاد نهد.
در جنگ‌هایی برای برای گسترش سرزمین‌های امپراتوری فرانک‌ها، پپن سپتمانیا که در دست امارت اموی قرطبه بود را فتح کرد و آنها را در محاصره ناربون شکست داد. او آخرین دوک مستقل آکیتن و نیروهای گاسکونش را بارها شکست داد و دوک‌نشین گاسکونی را مطیع فرانک‌ها کرد. پپن در طول حکومتش با شورش‌های بی‌امان ساکسون‌ها و باواریایی‌ها مواجه بود. او همچنین لشکرکشی‌های متعددی به ژرمانیا کرد ولی مطیع شدن این منطقه تا زمان جانشینان او متحقق نشد.
پپن در سال ۷۶۸ میلادی به دلایل نامعلوم درگذشت و پسرانش شارلمانی و کارلمان یکم جانشین او شدند. با اینکه پپن یکی از موفق‌ترین و قدرتمندترین حاکمان زمان خود بود سلطنتش در زیر سایه فرزند معروف ترش شارلمانی بود.

## جانشینی پدر
شارل مارتل پدر پپن به عنوان شهردار کاخ‌ها و دارنده واقعی قدرت، پس از مرگ تئودریک چهارم پادشاه مروونژی‌ها کسی را بر تخت ننشاند و تاج‌وتخت دودمان مروونژی تا مرگ او بی پادشاه ماند. شارل مارتل سال ۷۴۱ میلادی درگذشت و سه پسرش، پپن، کارلُمان و گریفو جانشین او شدند. گریفو به طمع کل حاکمیت، بر دو برادر خود شورید اما در رویارویی با آن‌ها مغلوب و به بند کشیده شد. برادران فاتح رو به برقراری نظم در پادشاهی و به انقیاد درآوردن مناطقی که پس از مرگ شارل مارتل شروع به سرکشی کرده بودند، آوردند. آن‌ها هونالد یکم، دوک یاغی آکیتن را سال ۷۴۲ میلادی سرکوب نمودند. این دو در این لشکرکشی پادشاهی را بین خود تقسیم کردند. دو برادر سال‌های ۷۴۳ و ۷۴۴ به جنگ اودیلو، دوک بایرن و تئودریک، دوک زاکسن رفتند و بر هر دو پیروز شدند. شیلدریک سوم توسط پپن و کارلمان، بر تخت پادشاهی مروونژی‌ها نشست. شیلدریک پادشاهی نمادین بود و نیروی فرمانروایی نداشت.

## پادشاهی پپن
هنگامی که کارلمان از قدرت کناره رفت پپن سلطه بر همه مرزهای فرانک‌ها را به دست گرفت. سال ۷۴۷ میلادی گریفو به دوک‌نشین زاکسن گریخت و مجدداً علم طغیان برافراشت. پپن به سرکوبی او از راه تورینگن لشکر به زاکسن کشید. به هر صورت نبردی واقع نگشت و دو طرف به مصالحه رسیدند. با این حال، گریفو سال بعد برای بار دیگر، این بار در بایرن به کمک عده‌ای شورش را از سر گرفت. وقتی سخن به پپن رسید با لشکر عزم بایرن کرد. شورشی‌ها به هزیمت رفتند و گریفو گرفتار شد. پپن دوازده کنت‌نشین را در نوستریا به گریفو سپرد اما او به گسکونی گریخت و به وایفار، دوک آکیتن پناهنده شد.
در این هنگام پپن در اندیشه پادشاهی افتاد؛ پس به پاپ زکریا نامه نوشت و از او پرسید که چه کسی باید پادشاه باشد؟ آن‌که لقب شاه را دارد یا آن‌که نیرو دارد؟ پاپ که نیازمند یاری او همانند پدرش شارل مارتل در برابر دشمنانی چون لومباردها بود، به خواست پادشاهی او پاسخ مثبت داد. بدین‌سان با به‌دست آوردن پشتیبانی پاپ، پپن مخالفانش را نومید ساخت. انجمنی از بزرگان فرانک برپا گشت و رای به پادشاهی پپن داد. سال ۷۵۱ میلادی آیین ویژه پادشاهی در شهر سوآسون برپا گشت. شیلدریک سوم، واپسین پادشاه مروونژی، را از تخت به زیر کشیدند، سرش را تراشیدند و او را به صومعه‌ای فرستادند و بدین‌سان دوره پادشاهی مروونژی‌ها به سر آمد و پادشاهی دودمان کارولنژی آغاز گشت.
اشراف متفق بودند که مراسم تدهین پپین را بونیفاس، اسقف‌اعظم ماینتس برگزار کند. با این وجود پاپ استفان دوم خود سال ۷۵۴ میلادی به فرانک آمد و شخصاً پپین را به عنوان پادشاه تدهین کرد. پاپ این‌جا هم به دنبال پشتیبانی پادشاه در برابر لومباردها بود. این نخستین بار بود که یک پاپ به جایی در شمال کوه آلپ می‌رفت. همچنین پیش از آن عمل به چنین مراسمی در پادشاهی فرانک بی‌سابقه بود.

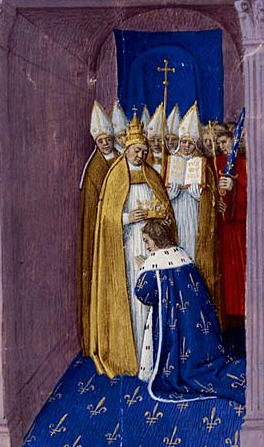
تاج گذاری پپن

پپن سال ۷۵۳ میلادی دوباره به زاکسن لشکر کشید و پیروز شد. در سفر بازگشت از کشته شدن گریفو مطلع گردید. تا هنگام مرگ پپین، کارولنژی‌ها بیشتر مناطق مستقلی را که زمانی زیر سلطه مروونژی‌ها بود، تسخیر کردند.

## مرگ
پپن در ۷۶۸ در سن‌دنی در حوالی پاریس درگذشت و در کلیسای سلطنتی سن-دُنی در کنار همسرش برترادا به خاک سپرده شد.